# 普門院 (奈良県平群町)
普門院（ふもんいん）は、平安時代の僧侶である道詮が法隆寺の再興に尽力した後、現在の奈良県生駒郡平群町福貴に、三論宗(昭和25年以降は聖徳宗)の隠居寺として建立した(聖徳太子の建立説もある)慈尊山福貴寺の塔頭の一つ(盛時には七町四方の寺域があり、普門院の他、藤ノ坊・高ノ坊・中ノ坊・西ノ坊・本坊・三明院など六十坊を数えた)。重要文化財である木造聖観音立像は、現在、法隆寺に保管されている。
現在は、朽ちて門と石碑(「六十坊ありしを虫の坊一つ」の句碑)が残る以外は、跡地から徒歩2分(細い山道)の場所に弥勒堂が残る他、神宮寺(神仏分離令以後は鎮守社)の白山神社（祭神:伊弉諾命 伊弉冉命、境内摂社:若宮社、境内末社:淡嶋社）がある。
弥勒堂は、白山神社の境内にあり、その裏を10数メートル登ると、近世の道詮律師の供養墓(貞観十八年十月二日寂)がある。 
なお、同地区(白山神社から徒歩7分)にある地蔵寺(大和北部八十八ヶ所霊場第44番札所、本尊:阿弥陀如来座像)も、もと福貴寺の一塔頭であったが、元禄九年頃に融通念仏宗になった。